# Gallitobius ethophor
Gallitobius ethophor är en mångfotingart som beskrevs av Chamberlin 1933. Gallitobius ethophor ingår i släktet Gallitobius och familjen stenkrypare.
Artens utbredningsområde är Costa Rica. Inga underarter finns listade i Catalogue of Life.